# Beuvange
Pour l’article homonyme, voir Beuvange-sous-Saint-Michel.
Ne doit pas être confondu avec Bévange ou Boevange.
Beuvange (alias Beuvange-sous-Justemont) est une ancienne commune et un écart de la commune de Vitry-sur-Orne en Moselle.

## Toponymie
- D’un nom de personne germanique Bovo suivi du suffixe -ing, plus tard francisé en -ange.
- Anciens noms[1],[2] : Buivanges (1236), Buevange-dezous-Justemont (1299), Bubbingen et Bevingen (1403), Befingen juxta Jusbergh (1515), Buefingen (1578), Bevange (1606), Buvange (XVIIe siècle), Beuvange (1793), Beuvange-sous-Justemont ou Bivingen-unter-Jespert (1845).
- Biwwéngen[3] ou  Bewwéngen en francique lorrain, Bevingen unter Justberg pendant l’annexion allemande.

## Histoire
- Mentionné en 1124 dans un titre de donation d’Euphémie de Watronville, dite dame de Beuvange.
- Dépendait anciennement des duchés de Lorraine et du Barrois. Était une annexe desservie par le clergé séculier de Vitry.
- La culture de la vigne a prédominé jusqu’à l’arrivée de l’industrie.
- En 1790, Beuvange faisait partie du département de Metz, district de Thionville et canton de Florange.
- Absorbé par Vitry-sur-Orne en 1810.

## Administration
| Période                                  | Période   | Identité        | Étiquette | Qualité |
| ---------------------------------------- | --------- | --------------- | --------- | ------- |
|                                          | 1670      | Bernard Cœury   |           |         |
|                                          | 1672-1701 | Jean Payotte    |           |         |
|                                          | 1720-1753 | François Martin |           |         |
|                                          | 1791      | Sébastien Manal |           |         |
|                                          | 1793      | Antoine Antoine |           |         |
| Les données manquantes sont à compléter. |           |                 |           |         |

## Démographie
| 1793 | 1800 | 1806 |
| ---- | ---- | ---- |
| 403  | 185  | 355  |

## Monuments
- Bildstock érigé au xve siècle ; il est de type chapiteau avec une seule bâtière et incluant deux niches opposées ; son fût est octogonal et il y a un écusson dessus[5]
- La stèle